# La Sad
La Sad — італійський поп-панк гурт, створений у 2020 році в Мілані.

## Історія
Гурт La Sad дебютував в 2020 році з піснею «Summersad».
14 січня 2022 року гурт випустив дебютний альбом, Sto nella Sad. Наприкінці року було випущено розширене перевидання альбому.
У 2023 році їхній сингл «Toxic» посів 35 місце в італійському чарті та отримав золотий сертифікат.
Гурт брав участь у музичному фестивалі Sanremo Music Festival 2024 з піснею «Autodistruttivo».
5 квітня 2024 року гурт випустив другий студійний альбом, Odio la Sad.

## Учасники гурту
- Маттео Боттічіні (Matteo "Theø" Botticini) — вокал, гітара (народився 4 жовтня 1987 року в Брешії, Ломбардія)[8]
- Франческо Емануеле Клементе  (Francesco Emanuele "Plant" Clemente) — вокал (народився 3 вересня 1999 року в Альтамурі, Апулія)[9]
- Енріко Фонте (Enrico "Fiks" Fonte) — вокал (нар. 1990, Рів’єра-дель-Брента, Венето)[10]

## Дискографія

### Студійні альбоми
| Назва                                             | Інформація про альбом                                                           | Пікові позиції в чартах |
| Назва                                             | Інформація про альбом                                                           | ITA                     |
| ------------------------------------------------- | ------------------------------------------------------------------------------- | ----------------------- |
| Sto nella Sad (re-issued as Sto nella Sad Deluxe) | - Випущено: 14 січня 2022 р - Лейбл: Believe - Формат: CD, цифрове завантаження | 30                      |
| Odio la Sad                                       | - Випущено: 5 квітня 2024 р - Лейбл: Believe - Формат: CD, цифрове завантаження | 3                       |

### Сингли
| Сингл             | Рік  | Пікові позиції на діаграмі | Сертифікати       | Альбом або мініальбом |
| Сингл             | Рік  | ITA                        | Сертифікати       | Альбом або мініальбом |
| ----------------- | ---- | -------------------------- | ----------------- | --------------------- |
| "Toxic"           | 2023 | 35                         | - FIMI: Gold      | Sto nella Sad         |
| "Autodistruttivo" | 2024 | 17                         | Сингл без альбому |                       |